# Marta Suplicy
Marta Teresa Smith de Vasconcelos Suplicy és una política i psicòloga brasilera, afiliada al Partit dels Treballadors (PT). Va ser alcaldessa de São Paulo fins al 2004. En no haver aconseguit la seva reelecció, va ser succeïda per José Serra.
Les obres més significatives durant el seu període van ser el «bitllet únic» per al transport públic i la construcció dels «passa-ràpids» (corredors urbans de transport massiu) en les avingudes Rebouças, 9 de Julho i Sant Amaro.
Va servir com ministra brasilera de Turisme entre 14 de març de 2007 i 4 de juny de 2008, quan es va presentar a les eleccions municipals, aspirant a ocupar novament l'alcaldia de São Paulo. Però va ser derrotada per Gilberto Kassab en una segona volta.

## Obres
- Conversando Sobre Sexo (1983)
- Condição da Mulher (1984)
- De Mariazinha a Maria (1985)
- Sexo Para Adolescentes (1988)
- Reflexões Sobre o Cotidiano (ISBN 85-85114-03-7)